# Typhlocyba tortosa
Typhlocyba tortosa är en insektsart som beskrevs av Ross och Delong 1949. Typhlocyba tortosa ingår i släktet Typhlocyba och familjen dvärgstritar. Inga underarter finns listade i Catalogue of Life.